# Olena Fédorova
Olena Oléhivna Fédorova –en ucraniano, Олена Олегівна•Федорова– (Mykolaiv, URSS, 14 de noviembre de 1986) es una deportista ucraniana que compitió en saltos de trampolín.
Ganó una medalla de bronce en el Campeonato Mundial de Natación de 2005 y quince medallas en el Campeonato Europeo de Natación entre los años 2004 y 2019.
Participó en cuatro Juegos Olímpicos de Verano, entre los años 2004 y 2016, ocupando el sexto lugar en Londres 2012, en la prueba sincronizada.

## Palmarés internacional
| Campeonato Mundial | Campeonato Mundial       | Campeonato Mundial | Campeonato Mundial   |
| Año                | Lugar                    | Medalla            | Prueba               |
| ------------------ | ------------------------ | ------------------ | -------------------- |
| 2005               | Montreal (Canadá)        | Medalla de bronce  | Trampolín 3 m sincro |
| Campeonato Europeo |                          |                    |                      |
| Año                | Lugar                    | Medalla            | Prueba               |
| 2004               | Madrid (España)          | Medalla de bronce  | Trampolín 3 m sincro |
| 2006               | Budapest (Hungría)       | Medalla de bronce  | Trampolín 3 m sincro |
| 2008               | Eindhoven (Países Bajos) | Medalla de bronce  | Trampolín 3 m        |
| 2008               | Eindhoven (Países Bajos) | Medalla de bronce  | Trampolín 3 m sincro |
| 2009               | Turín (Italia)           | Medalla de plata   | Trampolín 3 m        |
| 2009               | Turín (Italia)           | Medalla de bronce  | Trampolín 3 m sincro |
| 2010               | Budapest (Hungría)       | Medalla de plata   | Trampolín 3 m sincro |
| 2012               | Eindhoven (Países Bajos) | Medalla de plata   | Trampolín 3 m sincro |
| 2012               | Eindhoven (Países Bajos) | Medalla de plata   | Equipo mixto         |
| 2012               | Eindhoven (Países Bajos) | Medalla de bronce  | Trampolín 3 m        |
| 2013               | Rostock (Alemania)       | Medalla de plata   | Trampolín 3 m sincro |
| 2014               | Berlín (Alemania)        | Medalla de bronce  | Trampolín 3 m sincro |
| 2015               | Rostock (Alemania)       | Medalla de bronce  | Trampolín 1 m        |
| 2019               | Kiev (Ucrania)           | Medalla de plata   | Trampolín 1 m        |